# Eungam (métro de Séoul)
Eungam (en coréen : 응암역) est une station terminus de la ligne 6 du métro de Séoul. Elle est située dans l'arrondissement d'Eunpyeong-gu à Séoul en Corée du Sud.

## Histoire
La station Eungam est mise en service le 15 décembre 2000, lors de l'ouverture à l'exploitation de la deuxième section, longue de 27 km, de la ligne 6 du métro de Séoul.

## Services aux voyageurs

### Desserte

Installations
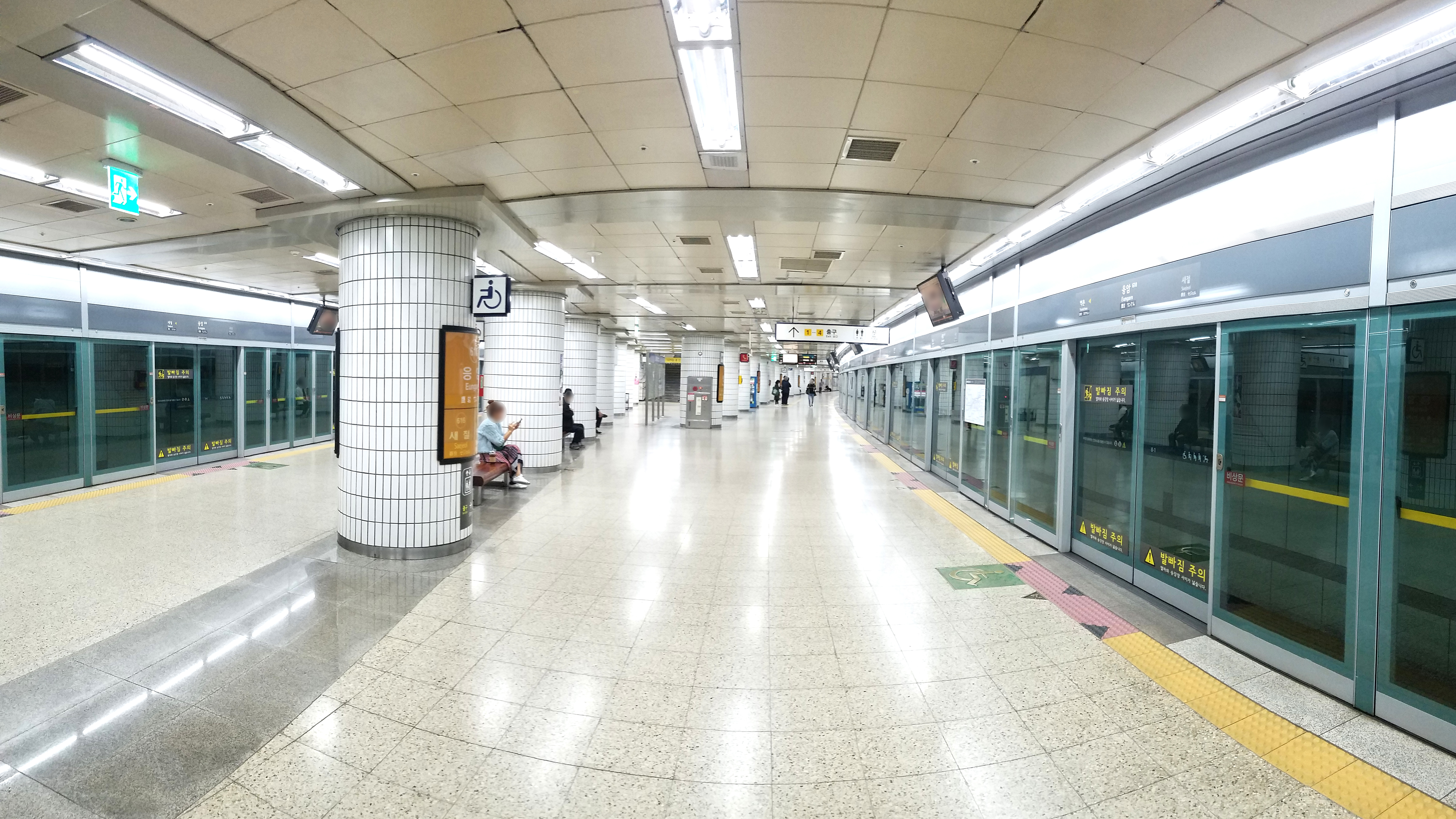
En 2019.
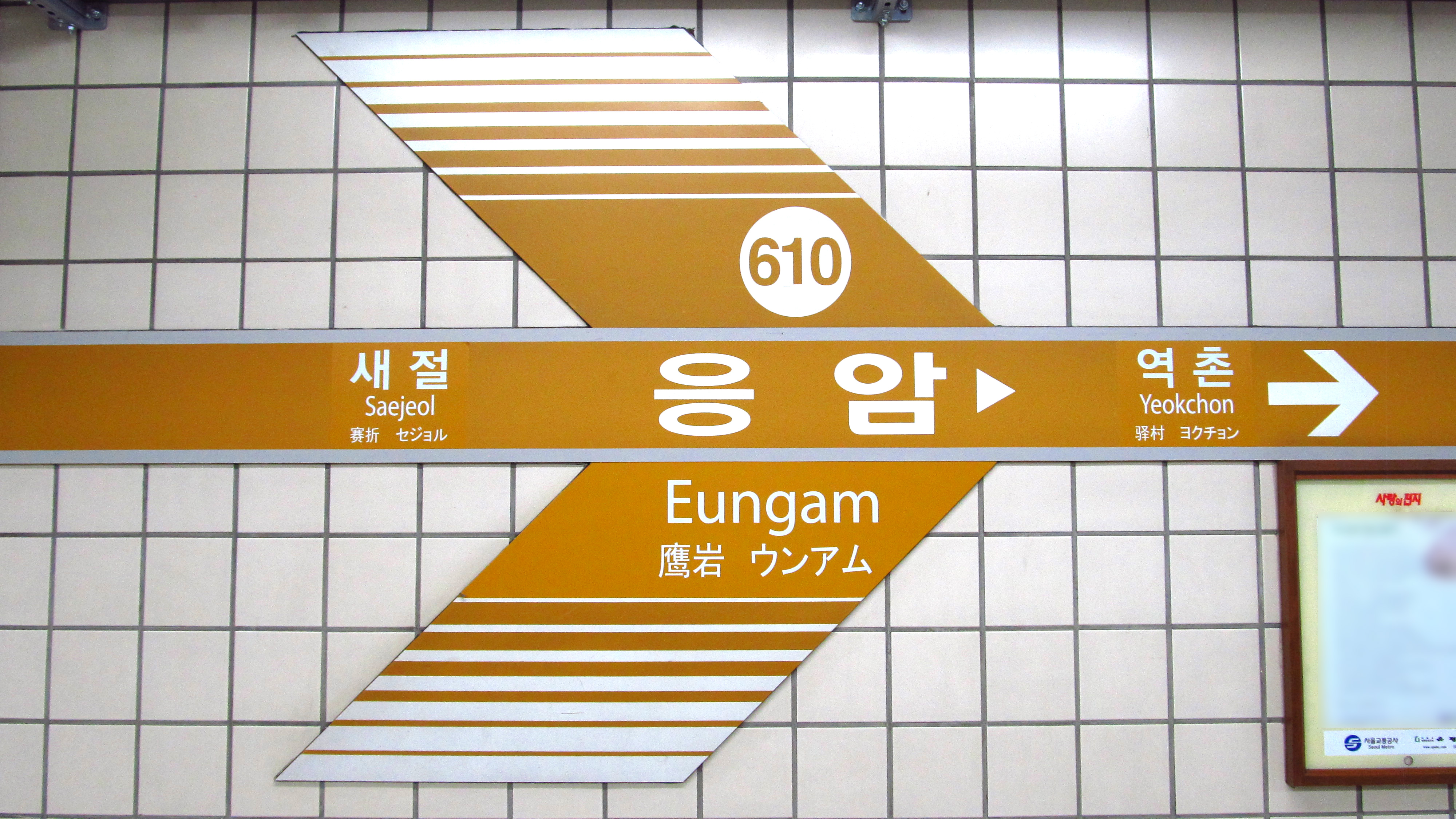
En 2019.
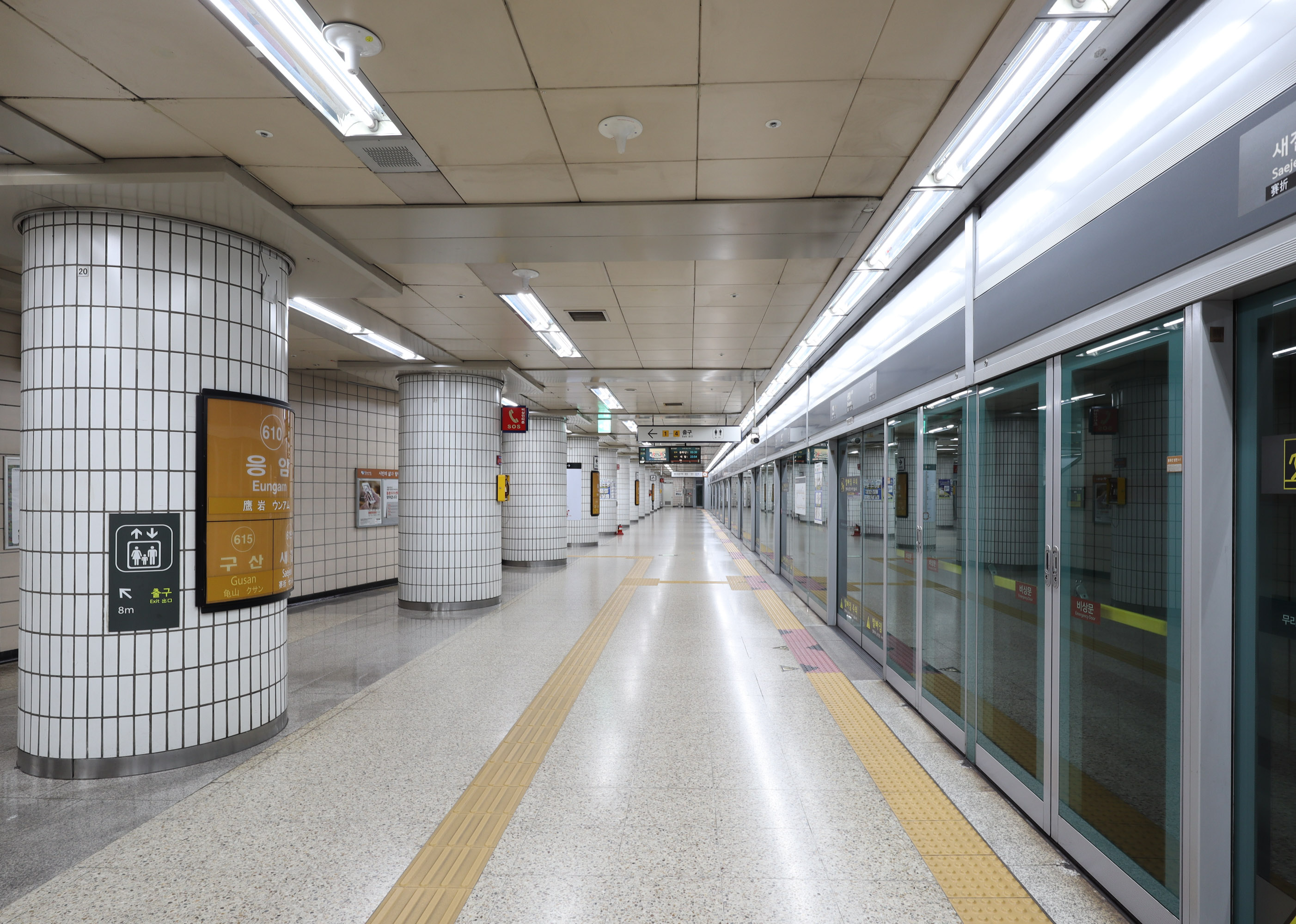
En 2020.